# Chronique illustrée d'Ivan le Terrible
La Chronique illustrée d'Ivan le Terrible, ou Chronique aux visages, ou Livre du tsar (russe : Лицево́й летопи́сный свод, Лицевой летописный свод Ивана Грозного, Царь-книга) est un recueil d'annales des événements de l'histoire générale et plus particulièrement russe, rédigé dans les années 60 et 70 du XVIe siècle, vraisemblablement entre 1568 et 1576 pour la bibliothèque du tsar, en un seul exemplaire. L'adjectif (ru) « лицевой », du mot russe visage, indique qu'elle est illustrée.
Elle se compose de dix volumes, contenant environ 10 000 pages de parchemin de chiffon, enrichis de plus de 16 000 miniatures. Elle couvre la période de la création du monde jusqu'en 1567.

## Volumes
La Chronique est divisée en parties approximativement chronologiques :
- Histoire biblique
- Histoire romaine
- Histoire byzantine
- Histoire russe

Les dix volumes sont les suivants :
1. Recueil du musée ((ru) Музейский сборник) -1031 pages; 1677 miniatures. Histoire ancienne des hébreux et des grecs depuis la création du monde jusqu'à la destruction de Troie au XIIIe siècle av. J.-C.
2. Recueil chronographique ((ru) Хронографический сборник) - 1469 pages., 2549 miniatures. Histoire ancienne de l'Orient, du monde hellénistique et de la Rome ancienne du XIe siècle av. J.-C. aux années 70 du Ier siècle.
3. Chronographe illustré ou Chronographe aux visages ((ru) Лицевой хронограф) - 1217 pages., 2191 miniatures. Histoire de l'ancien empire romain de 70 à 337, et histoire de Byzance jusqu'au Xe siècle.
4. Volume Galitzine (Chronique du tsar) ((ru) Голицынский том (Царственный летописец)) - 1035 pages, 1964 miniatures. Histoire russe de 1114 à 1247 et de 1425 à 1472.
5. Volume Laptev ((ru) Лаптевский том) -  1005 pages, 1951 miniatures. Histoire russe de 1116 à 1252.
6. 1er volume Ostermannov ((ru) Остермановский первый том) (БАН, 31.7.30-1). 802 pages, 1552 miniatures. Histoire russe de 1254 à 1378.
7. Second volume Ostermannov ((ru) Остермановский второй том)  887 pages, 1581 miniatures. Histoire russe de 1378 à 1424.
8. Volume Choumilov ((ru) Шумиловский том) - 986 pages, 1893 miniatures. Histoire russe de 1425/1478 à 1533.
9. Volume du Synode ((ru) Синодальный том) - 626 pages, 1125 miniatures. Histoire russe de 1533 à 1542 et de 1553 à 1567.
10. Livre du Tsar ((ru) Царственная книга) - 687pages, 1291 miniatures. Histoire russe de 1533 à1553.

On suppose que le début et la fin de cette chronique n'ont pas été conservés, ainsi qu'une partie consacrée à  l'histoire du régne d'Ivan le Terrible appelée Récit des années de notre temps et quelques autres fragments.

Volumes de la Chronique illustrée d'Ivan le Terrible
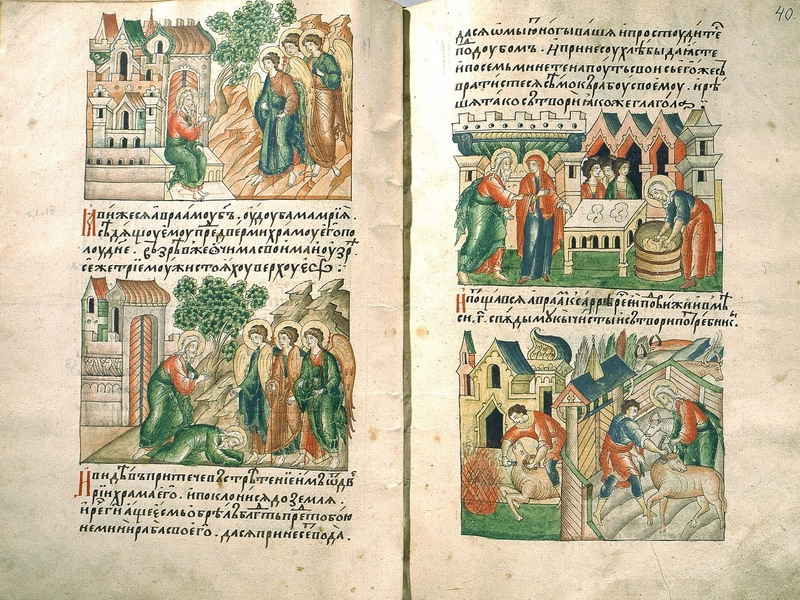
Apparition du Seigneur à Abraham
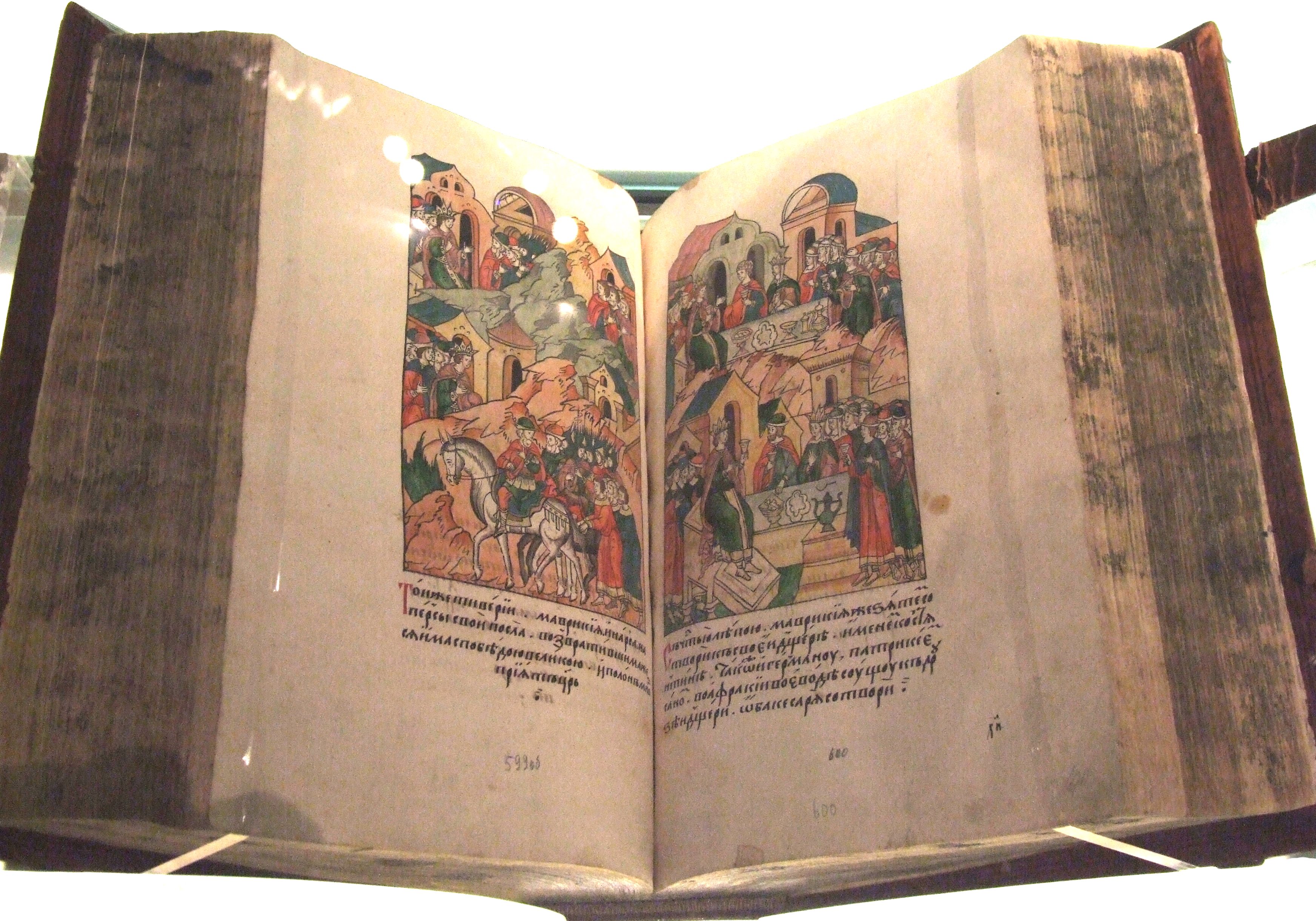
Chronographe aux visages
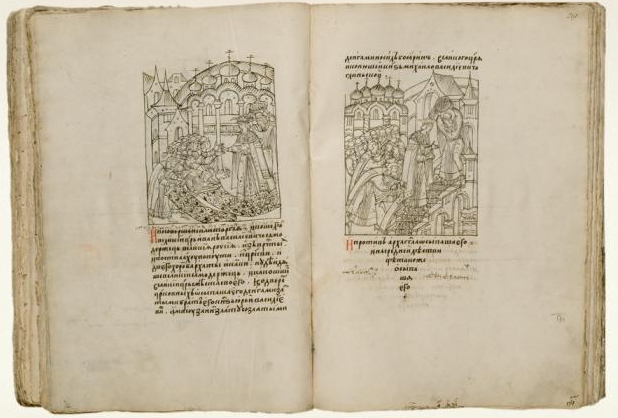
Chronique du tsar

## Histoire
La Chronique est confectionnée sur ordre d'Ivan le Terrible, probablement entre 1568 et 1576, bien que selon certaines sources ce travail eût commencé dans les années 1540. Un atelier complet de copistes et de peintres y travaille dans la Sloboda d'Alexandre, alors centre du pouvoir. Alexeï Adachev, confident du Tsar, prend part à son élaboration.
En 1575, les parties de la Chronique consacrée au règne d'Ivan le Terrible font l'objet de modifications, sur l'ordre du tsar. Elles concernent des boyards condamnés ou tombés en disgrâce pendant la période terreur de l'opritchnina.
Pour des raisons non connues, la confection de la Chronique est interrompue en 1576 ; certaines miniatures ne seront pas enluminées, et des textes ne sont pas rédigés. L'atelier se consacre à l'impression de psautiers. Les reliures sont réalisées par la suite.
La Chronique est longtemps conservée dans la librairie du tsar, mais en 1683 elle est donnée à la chambre des métiers, et rapidement divisée en parties dont chacune à un destin particulier. Ainsi, par exemple, le Chronographe aux visages apparait dans le catalogue de la cour des impressions en 1727 et vers 1175. En  1786 il figure dans le registre de la bibliothèque typographique, destiné à être transmis à la bibliothèque du Synode. Au début du XIXe siècle, ce volume appartient au noble grec Zoï Pavlovitch Zossima (ru), grand marchand et mécène.

## Lieu de conservation
L'exemplaire unique et divisé de la Chronique est conservé dans trois institutions différentes : 
- le Musée historique d'État, à Moscou, pour les tomes 1, 9, 10,
- la Bibliothèque de l'Académie des sciences de Russie, à Moscou, pour les tomes 2, 6, 7,
- la Bibliothèque nationale russe, à Saint-Pétersbourg, pour les tomes 3, 4, 5, 8.

## Édition en fac-similé (2008)
En 2004, un éditeur créé spécialement pour la publication d'un fac-similé de la Chronique, Akteon ((ru) Актеон) commence ce travail. Cette édition scientifique prend la forme de 19 livres en fac-similé et de 11 volumes les accompagnant avec une description des manuscrits et la transcription des textes. Ils seront remis ensuite aux principales bibliothèques du pays, dont le Musée historique d'État à Moscou et la Maison Pouchkine à Saint-Pétersbourg. Les trois premiers volumes sont présentés le 15 février 2007.
En 2008 Akteon publie le premier tirage, à 50 exemplaires, de la Chronique complète. Des versions numérisées sont ensuite mises à disposition

## Influence culturelle et portée
L'historien soviétique Boris Closs (ru) a qualifié la Chronique illustrée d'Ivan le Terrible de « plus grande annale et chronique du Moyen Âge russe ». L'intention qui préside à son élaboration est de consolider le pouvoir absolu du tsar, en montrant que la Russie est l'héritière de vieilles monarchies et le rempart de l'orthodoxie.
Dans la période récente, des institutions proches de l'Église orthodoxe russe ont fait de la Chronique un ouvrage de référence et ont cherché à lui redonner une dimension nationaliste et prosélytique. Un exemplaire a été ainsi donné au centre spirituel et culturel orthodoxe russe de Paris.